# Edward Kinberg
Edward Gustaf Kinberg, född 22 oktober 1839 i Visby, död 27 januari 1920 i Adolf Fredriks församling, Stockholm, var en svensk lantbrukare och politiker. Han var bror till Jacques, Carl och August Kinberg. Familjen tillhörde släkten Kinberg från Gotland.
Kinberg blev student vid Uppsala universitet 1858, avlade examen vid Skogsinstitutet 1861 och lantmäteriexamen 1865. Han blev tillförordnad överjägare i Västerdalarnas revir 1862 och i Norrbottens län 1866, jägmästare i Degerfors revir 1869 och i Umeå revir 1877, skogsinspektör i Norrbottens distrikt samma år, tillförordnad föredragande i Domänstyrelsens skogsavdelning 1882 och byråchef där 1884. Han var i riksdagen ledamot av första kammaren 1904-1909, invald i Västerbottens läns valkrets.